# Targa Florio 1963

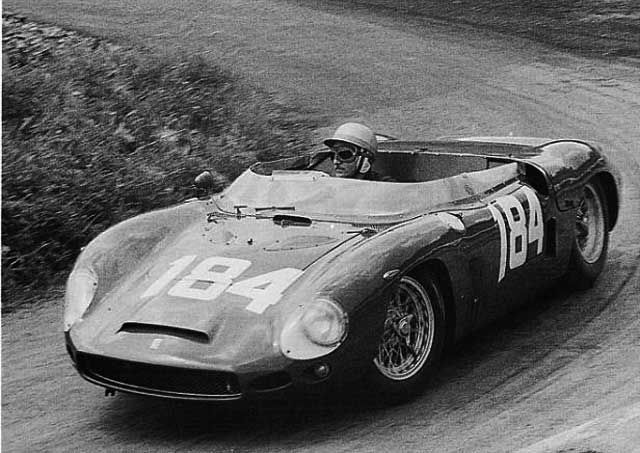
Edoardo Lualdi im Ferrari Dino 196SP

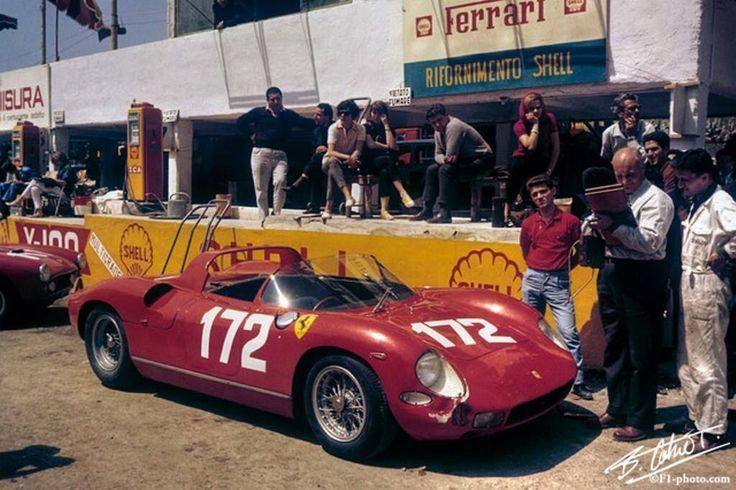
Der Ferrari 250P von Willy Mairesse und Ludovico Scarfiotti

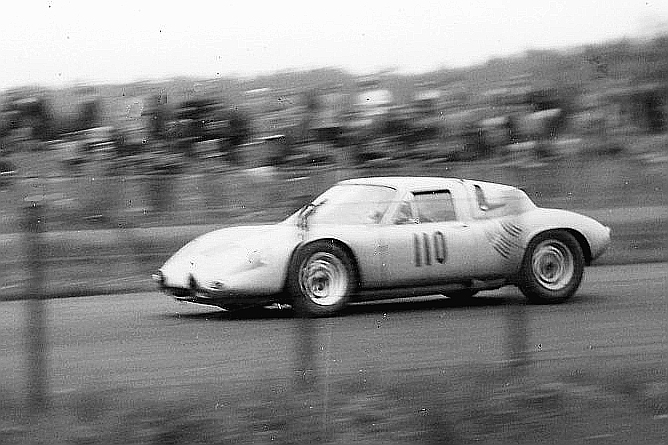
Porsche 718 GTR, hier beim 1000-km-Rennen auf dem Nürburgring 1962, gefahren von Dan Gurney und Joakim Bonnier. Bonnier gewann gemeinsam mit Carlo-Maria Abate auf einem 718 GTR die Targa

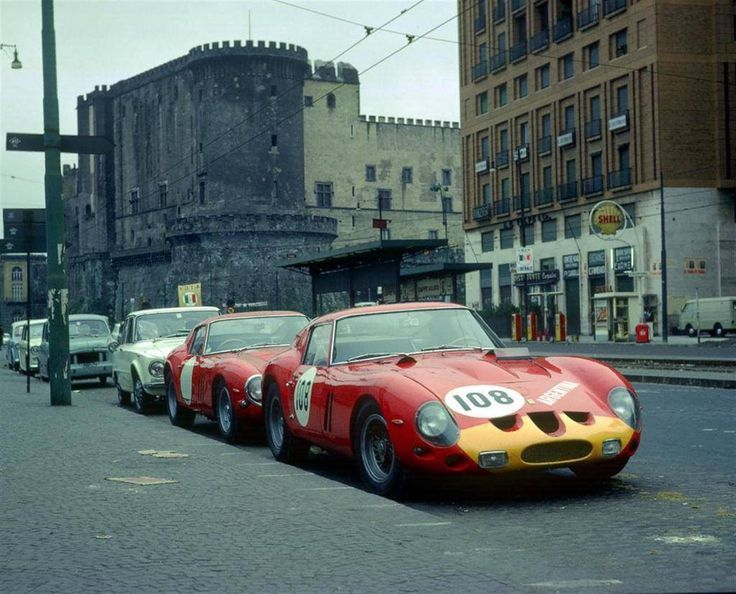
Der Ferrari 250 GTO von Juan Manuel Bordeu und Giorgio Scarlatti in der Innenstadt von Palermo

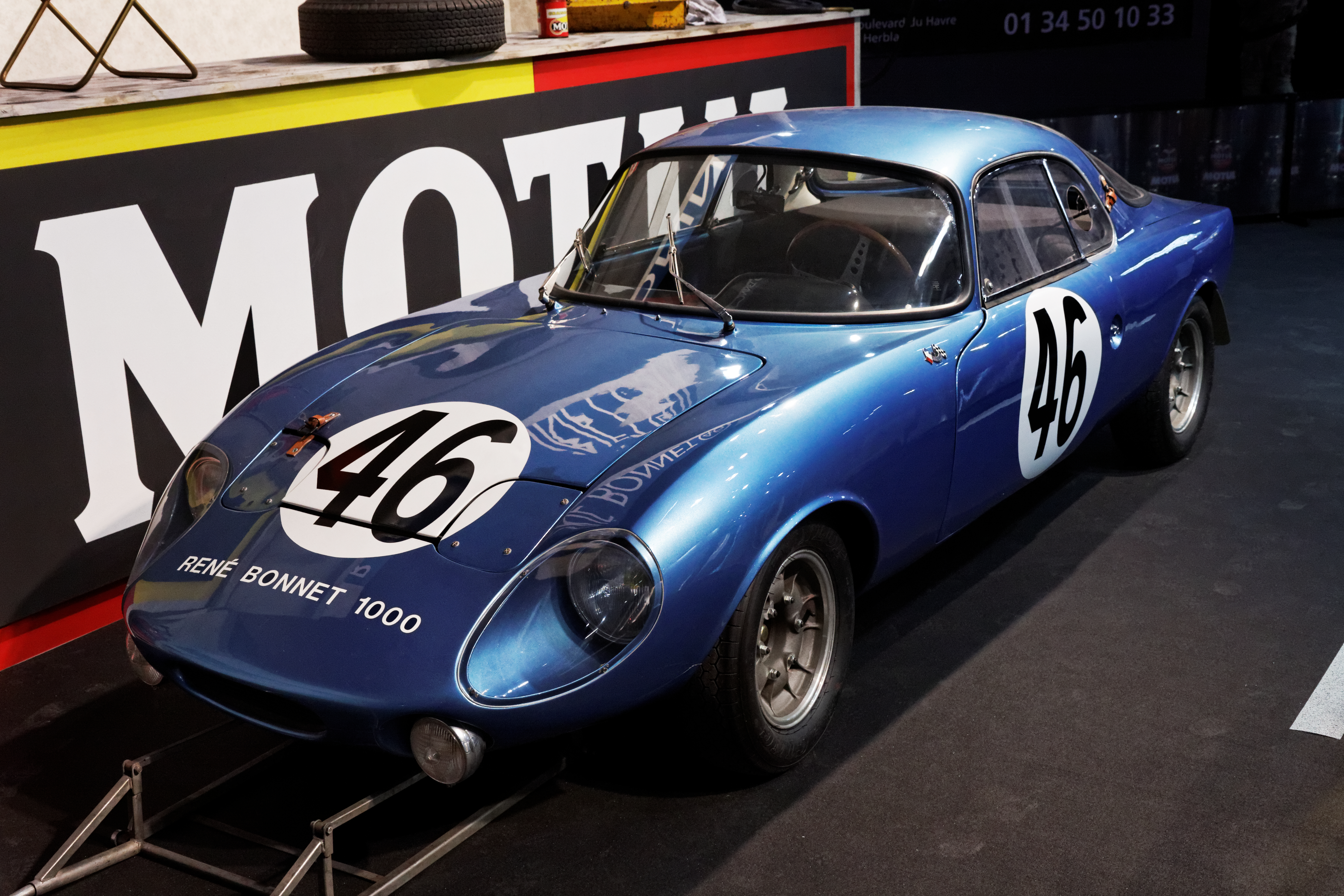
René Bonnet Djet

Die 47. Targa Florio, auch Targa Florio, Piccolo Circuito delle Madonie, Sicilia, auf Sizilien fand am 5. Mai 1963 statt und war der vierte Wertungslauf der Sportwagen-Weltmeisterschaft dieses Jahres.

## Das Rennen

### Vor dem Rennen
Vor der Targa Florio wurden im Rahmen der Sportwagen-Weltmeisterschaft bereits drei Rennen ausgetragen. Die Saison begann mit dem 3-Stunden-Rennen von Daytona, das auf dem Daytona International Speedway Pedro Rodríguez auf einem Ferrari 250 GTO gewann. Das folgende 3-Stunden-Rennen von Sebring endete mit dem Erfolg von Hans Herrmann auf einem Fiat-Abarth 1000. Das 12-Stunden-Rennen auf dem Sebring International Raceway wurde von John Surtees und Ludovico Scarfiotti auf einem Ferrari 250P gewonnen.

### Fahrer und Fahrzeuge
Wie in den Jahren davor erwarteten Publikum und Fachwelt auch 1963 einen Zweikampf der Werkswagen von Porsche und Ferrari um den Gesamtsieg. 1959 hatten Edgar Barth und Wolfgang Seidel die Targa erstmals für Porsche gewonnen und dabei den ersten Sieg für den deutschen Sportwagenbauer in der Sportwagen-Weltmeisterschaft eingefahren. Nach einem weiteren Erfolg für Porsche 1960 gewann in den folgen beiden Jahren Ferrari das Rennen. Die Scuderia kam mit drei Fahrzeugen nach Sizilien, einem 2-Liter-Dino 196SP und zwei 3-Liter-250P. Veränderungen zum Vorjahr gab es bei den Fahrerpaarungen. Nicht mehr zum Werksteam gehörten Olivier Gendebien, Richie Ginther und dessen US-amerikanischer Landsmann Phil Hill. Neu zur Mannschaft von Eugenio Dragoni zählten John Surtees, Mike Parkes und Nino Vaccarella. Dazu kamen die bisherigen Werksfahrer Willy Mairesse, Lorenzo Bandini und Ludovico Scarfiotti. Für den in Palermo geborenen Vaccarella, der im Brotberuf Lehrer war, ging ein Traum in Erfüllung, als ihn Enzo Ferrari für die Scuderia engagierte. Der Traum eines Starts des Sizilianers für Ferrari in Sizilien sollte allerdings nicht in Erfüllung gehen. Das Reglement sah vor, dass ein Fahrer den Offiziellen der Veranstaltung neben seiner internationalen Fahrerlizenz auch seinen Führerschein vorlegen musste. Für Vaccarella gab es Ungemach, da er diesen nicht beibringen konnte. Nach einem an sich wenig aufregenden Unfall einige Jahre davor, war dieser Anfang März von der zuständigen Behörde in Pescara einzogen worden. Nachdem Vaccarella in Sebring ohne Probleme starten durfte, maß man bei Ferrari dem Umstand des fehlenden Führerscheins keine große Bedeutung zu. Die Funktionäre der Targa blieben jedoch hartnäckig; ohne Schein kein Start. Alle Vorsprachen Drogani’s beim Organisationskomitee blieben erfolglos; Vaccarella durfte nicht am Rennen teilnehmen und die Scuderia musste mit fünf Fahrern für drei Wagen auskommen.
Porsche brachte vier Werkswagen an die Rennstrecke. Zwei Porsche 718, einer davon ein Spyder der von Umberto Maglioli und Giancarlo Baghetti gefahren wurde. Der zweite 718 war ein Coupe für die Piloten Joakim Bonnier und Carlo-Maria Abate. Dazu kamen zwei 356 in der GT-Kategorie. Das Fahrzeug von Edgar Barth und Herbert Linge hatte einen neuen 4-Zylinder-Motor.  Antonio Pucci und Paul-Ernst Strähle fuhren ein 1962er-Modell.

### Der Rennverlauf
Von den jeweils ersten Rennkilometern weg lieferten sich die Porsche- und Ferrari-Piloten einen heftigen Zweikampf um den Gesamtsieg. Nach der ersten Runde führte jedoch keiner der Werkswagen, sondern Giorgio Scarlatti in einem privat gemeldeten Ferrari 250 GTO. Ab dem zweiten Umlauf übernahmen die Werksfahrer die Rennspitze, die von Mike Parkes in einem 250P angeführt wurde. Den ersten Ausfall der Spitzenwagen hatte Ferrari zu erleiden. Ludovico Scarfiotti kam Ende der zweiten Runde mit seinem 250P in langsamer Fahrt und mit stotterndem Motor an die Boxen, wo die Mechaniker den Fehler nicht finden konnten. Neben dem Wagen wartete Willy Mairesse ungeduldig auf seinen Einsatz. Als er endlich losfahren konnte, hatte der Wagen mehr als 10 Minuten verloren. Während die Führungswagen knapp 40 Minuten für eine Runde benötigten, war Mairesse trotz höchstem Einsatz 47 Minuten unterwegs. Daraufhin nahm Dragoni den Wagen aus dem Rennen. Als Ausfallsgrund wurde eine defekte Benzinzufuhr angegeben.
Mike Parkes übergab seinen 250P zu Beginn der vierten Runde an John Surtees. Für den ehemaligen Motorrad-Weltmeister war der Straßenkurs Neuland. Noch in derselben Runde schied er nach einem Unfall aus. Dadurch ging Abate im Werks-Porsche in Führung. Dahinter folgte Lorenzo Bandini, der den Dino 196SP von Scarfiotti übernommen hatte. Überraschend beorderte Dragoni Bandini nach der siebten Runde an die Boxen und ermöglichte Willy Mairesse einen großen Auftritt. Erst fuhr der Belgier zwei sehr schnelle Runden und brachte damit den Dino mit sicherem Abstand an die erste Position. Knapp vor dem Rennende ging ein heftiger Gewitterregen nieder und wenige Kilometer vor dem Ziel und dem sicheren Sieg vor Augen, verunfallte Mairesse auf der nassen Bahn. Er krachte mit dem Heck in eine Mauer, dabei löste sich die Motorverkleidung aus den Verschlüssen. Mairesse fuhr weiter und zog dabei die Abdeckung hinter sich her. Unter dem Jubel der Zuschauer überquerte er die Ziellinie, der Sieg war aber verloren. Mit 12 Sekunden Vorsprung gewann Joakim Bonnier und Carlo-Maria Abate für Porsche.

## Ergebnisse

### Schlussklassement
| 1               | P 2.0    | 160  | Porsche System Engineering | Joakim Bonnier Carlo-Maria Abate                   | Porsche 718 GTR             | 10 |
| 2               | S 2.0    | 190  | SpA Ferrari SEFAC          | Lorenzo Bandini Ludovico Scarfiotti Willy Mairesse | Ferrari Dino 196SP          | 10 |
| 3               | GT 2.0   | 80   | Porsche System Engineering | Edgar Barth Herbert Linge                          | Porsche 356B 2000 GS        | 10 |
| 4               | GT 3.0   | 104  | Scuderia ST. Ambroeus      | Maurizio Grana Gianni Bulgari                      | Ferrari 250 GTO             | 10 |
| 5               | GT 2.0   | 76   | Porsche System Engineering | Antonio Pucci Paul-Ernst Strähle                   | Porsche 356B 2000 GS        | 10 |
| 6               | GT 3.0   | 108  | Juan Manuel Bordeu         | Juan Manuel Bordeu Giorgio Scarlatti               | Ferrari 250 GTO             | 10 |
| 7               | P 2.0    | 156  | Porsche System Engineering | Umberto Maglioli Giancarlo Baghetti                | Porsche 718 WRS             | 10 |
| 8               | GT 3.0   | 110  | Tommy Hitchcock            | Tommy Hitchcock Zourab Tchkotoua                   | Ferrari 250 GTO             | 10 |
| 9               | GT 1.3   | 4    | Etna                       | Giuseppe Virgilio Salvatore Calascibetta           | Alfa Romeo Giulietta SZ     | 10 |
| 10              | S 2.0    | 188  | Gaspare Cavaliere          | Gaspare Cavaliere Vincenzo Riolo                   | Porsche 718 RS61            | 9  |
| 11              | GT 2.5   | 94   | Leo Cella                  | Leo Cella Franco Patria                            | Lancia Flaminia Zagato      | 9  |
| 12              | GT 1.6   | 62   | Paul-Ernst Strähle         | Gerhard Koch Sven von Schröter                     | Porsche 356B Carrera Abarth | 9  |
| 13              | GT 3.0   | 112  | Alfio Nicolosi             | Egidio Nicolosi Luigi Taramazzo                    | Alfa Romeo Giulietta SZ     | 9  |
| 14              | GT 1.3   | 36   | SACI                       | Secondo Ridolfi Pietro Laureati                    | Alfa Romeo Giulietta SZ     | 9  |
| 15              | GT 1.3   | 8    | Giovanni Rigano            | Giovanni Rigano Giuseppe Pirrone                   | Alfa Romeo Giulietta SZ     | 9  |
| 16              | GT 1.3   | 48   | Francesco Lessona          | Francesco Lessona Antonio Nicodemi                 | Alfa Romeo Giulietta SZ     | 9  |
| 17              | P 2.0    | 158  | René Bonnet                | Bruno Basini Jean Vinatier                         | René Bonnet Djet            | 8  |
| 18              | GT 2.5   | 99   | Bartolomeo Donato          | Bartolomeo Donato Vittorio Masacari                | Lancia Flaminia Zagato      | 8  |
| 19              | GT 1.3   | 72   | Carmelo Guigno             | Carmelo Guiogn Amedeo Sillitti                     | Afa Romeo Giulietta SZ      | 8  |
| 20              | P 1.0    | 138  | René Bonnet                | Jacques Bigrat Claude Bobrowski Gérard Laureau     | René Bonnet Djet            | 8  |
| 21              | GT + 3.0 | 122  | Clemente Ravetto           | Innocente Baggio Clemente Ravetto                  | Jaguar E-Type               | 8  |
| 22              | GT 2.5   | 86   | Luigi Cabella              | Luigi Cabela Luciano Massoni                       | Lancia Flaminia Zagato      | 8  |
| 23              | S 2.0    | 112  | Jack Epstein               | Jack Epstein William Wilks                         | Cooper T61                  | 8  |
| 24              | P 1.0    | 140  | Jean-Pierre Hanrioud       | Jean-Pierre Hanrioud Michel Gauvain                | Fiat-Abarth 1000            | 8  |
| 25              | P 2.0    | 154  | Daniel Richmond            | Bernard Cahier Rob Slotemaker                      | Austin-Mini Cooper          | 8  |
| 26              | GT 2.5   | 98   | Anatoly Aruntunoff         | Anatoly Aruntunoff Bill Pryor                      | Lancia Flaminia Zagato      | 8  |
| 27              | P 2.0    | 162  | Daniel Richmond            | John Whitmore Paul Frère                           | Austin-Mini Cooper          | 8  |
| 28              | GT 2.5   | 88   | Mario de Tommasi           | Mario de Tommasi Carlo de Leo                      | Lancia Aurelia              | 8  |
| Ausgefallen     |          |      |                            |                                                    |                             |    |
| 29              | GT 1.3   | 10   | Ignazio Giunti             | Ignazio Giunti Paolo Datti                         | Alfa Romeo Giulietta SZ     | 6  |
| 30              | GT 1.3   | 24   | Scuderia St. Ambroeus      | Sergio Pedretti Giampiero Biscaldi                 | Abarth-Simca 1300 Bialbero  | 6  |
| 31              | GT 1.3   | 26   | Castagnini                 | Castagnini Corrado Ferlaino                        | Alfa Romeo Giulietta SZ     | 5  |
| 32              | GT 1.3   | 18   | Etna                       | Angelo Bonaccorsi Antonio Bonaccorsi               | Alfa Romeo Giulietta SZ     | 4  |
| 33              | GT 1.3   | 20   | Sergio Mantia              | Sergio Mantia Franco Tagliavia                     | Afa Romeo Giulietta SZ      | 4  |
| 34              | GT 3.0   | 116  | J. Wray Roberts            | J. Wray Roberts Albert Prince                      | René Bonnet Djet            | 8  |
| 35              | P 3.0    | 172  | SpA Ferrari SEFAC          | Ludovico Scarfiotti Willy Mairesse                 | Ferrari 250P                | 4  |
| 36              | P 3.0    | 174  | SpA Ferrari SEFAC          | Mike Parkes John Surtees                           | Ferrari 250P                | 4  |
| 37              | GT 1.3   | 38   | Vittorio Venturi           | Vittorio Venturi Teodoro Zeccoli                   | Abarth-Simca 1300 Bialbero  | 3  |
| 38              | GT 1.3   | 6    | Emanuele Trapani           | Emanuele Trapani Nicolo Lombardo                   | Alfa Romeo Giulietta SZ     | 2  |
| 39              | GT 1.3   | 16   | Ada Pace                   | Ada Pace Vincenzo Arena                            | Abarth-Simca 1300 Bialbero  | 2  |
| 40              | GT 1.3   | 32   | Guido Garufi               | Guido Garufi Antonio di Salvo                      | Abarth-Simca 1300 Bialbero  | 2  |
| 41              | GT 1.3   | 40   | Enzo Buzzetti              | Enzo Buzzetti Renzo Sinibaldi                      | Abarth-Simca 1300 Bialbero  | 2  |
| 42              | GT 1.3   | 42   | Etna                       | Francesco Susinno Giuseppe D'Amico                 | Alfa Romeo Giulietta SZ     | 2  |
| 43              | GT 2.0   | 74   | Francesco Fiorentino       | Francesco Fiorentino Michele Paratore              | Fiat 8V                     | 2  |
| 44              | P 1.3    | 2    | Salvatore Giglio           | Salvatore Giglio Sergio Abbate                     | Alfa Romeo Giulietta SZ     | 1  |
| 45              | GT 1.3   | 12   | Giuseppe Picciotto         | Giuseppe Picciotto Checco D'Angelo                 | Alfa Romeo Giulietta SZ     | 1  |
| 46              | GT 1.3   | 22   | Bastel Fischer             | Bastel Fischer Mario Simonetti                     | Alfa Romeo Giulietta SZ     | 1  |
| 47              | GT 1.3   | 34   | Nanni Galli                | Nanni Galli Giorlama Capra                         | Alfa Romeo Giulietta SZ     | 1  |
| 48              | GT 1.6   | 64   | Alfonso Vella              | Alfonso Vella Pietro Termini                       | Porsche 356B Carrera        | 1  |
| 49              | GT 3.0   | 118  | Etna                       | Vito Coco Salvatore Calascibetta                   | Ferrari 250 GT SWB          | 1  |
| 50              | P 1.0    | 142  | René Bonnet                | Gérard Laureau Fernand Carpentier                  | René Bonnet Djet            | 1  |
| 51              | P 2.0    | 152  | René Bonnet                | Roland Charrière Jean-Pierre Beltoise              | René Bonnet Djet            | 1  |
| 52              | GT 1.3   | 50   | Francesco Santoro          | Francesco Santoro Vincenzo Mirto Randazzo          | Alfa Romeo Giulietta SZ     | 1  |
| 53              | GT 2.0   | 78   | Franco Lisitano            | Franco Lisitano Manasseri                          | Fiat 8V                     | 1  |
| 54              | S 2.0    | 184  | Scuderia St. Ambroeus      | Edoardo Lualdi Umberto Bini                        | Ferrari Dino 196SP          | 1  |
| 55              | S 2.0    | 186  | Francesco di Benedetto     | Francesco di Benedetto Mario Raimondo              | Alfa Romeo Sport            | 1  |
| Nicht gestartet |          |      |                            |                                                    |                             |    |
| 56              | GT + 3.0 | 176T | SpA Ferrari SEFAC          | Nino Vaccarella                                    | Ferrari Dino 246SP          | 1  |

1 Trainingswagen

### Nur in der Meldeliste
Hier finden sich Teams, Fahrer und Fahrzeuge, die ursprünglich für das Rennen gemeldet waren, aber aus den unterschiedlichsten Gründen daran nicht teilnahmen.
| Pos. | Klasse   | Nr. | Team                | Fahrer                               | Chassis                    |
| ---- | -------- | --- | ------------------- | ------------------------------------ | -------------------------- |
| 57   | GT 1.3   | 14  | Etna                | "Gordon" "Arriba"                    | Abarth-Simca 1300 Bialbero |
| 58   | GT 1.3   | 28  | Italien             | Gaetano Starrabba                    | Alfa Romeo Giulietta SZ    |
| 59   | GT 1.3   | 44  | Francesco Ghezzi    | Francesco Ghezzi                     | Abarth-Simca 1300 Bialbero |
| 60   | GT 1.3   | 46  | Scuderia Centro Sud | Giorgio Acutis Giancarlo Castellina  | Abarth-Simca 1300 Bialbero |
| 61   | GT 1.3   | 52  | Madiolanum          | Oddone Sigala Remo Cattini           | Abarth-Simca 1300 Bialbero |
| 62   | GT 2.5   | 82  | Bagnasacco          | Gilberto Bagnasacco Piero Bagnasacco | Lancia Flaminia            |
| 63   | GT 2.5   | 84  | Bandon              | Bandon                               | Lancia Flaminia            |
| 64   | GT 2.5   | 90  | Paolo Samona        | Paolo Samona                         | Lancia Flaminia            |
| 65   | GT 2.5   | 96  | Milio               | Milio Giovanni Rizzo                 | Lancia Aurelia             |
| 66   | GT 3.0   | 102 | David Piper         | David Piper Ed Cantrell              | Ferrari 250 GTO            |
| 67   | GT 3.0   | 106 | Kalman von Csazy    | Kalman von Csazy                     | Ferrari 250 GTO            |
| 68   | GT 3.0   | 114 | Luigi Mosca         | Fabrizio Corcos Luigi Mosca          | Ferrari 250 GTO            |
| 69   | P 1.0    | 132 | René Bonnet         | Jacques Rey Guy Druget               | René Bonnet Djet           |
| 70   | P 1.0    | 134 | ASA                 | Paolo Lado Bruno Deserti             | ASA 1000 GT                |
| 71   | P 1.0    | 136 | ASA                 | Giorgio Bassi Carlo Facetti          | ASA 1000 GT                |
| 72   | GT + 3.0 |     | John Coundley       | John Coundley                        | Jaguar E-Type              |
| 73   | GT 1.3   | 30  | Claude Dubois       | Claude Dubois                        | Lotus Elite                |

### Klassensieger
| Klasse                  | Fahrer                  | Fahrer                 | Fahrer          | Fahrzeug                    | Platzierung im Gesamtklassement |
| ----------------------- | ----------------------- | ---------------------- | --------------- | --------------------------- | ------------------------------- |
| Prototypen bis 3000 cm³ | kein Teilnehmer im Ziel |                        |                 |                             |                                 |
| Prototypen bis 2000 cm³ | Joakim Bonnier          | Carlo-Maria Abate      |                 | Porsche 718 GTR             | Gesamtsieg                      |
| Prototypen bis 1000 cm³ | Jacques Brigart         | Claude Bobrowski       | Gérard Laureau  | René Bonnet Djet            | Rang 20                         |
| Sportwagen bis 2000 cm³ | Willy Mairesse          | Ludovico Scarfiotti    | Lorenzo Bandini | Ferrari Dino 196SP          | Rang 2                          |
| GT über 3000 cm³        | Innocente Baggio        | Clemente Ravetto       |                 | Jaguar E-Type               | Rang 21                         |
| GT bis 3000 cm³         | Maurizio Grana          | Gianni Bulgari         |                 | Ferrari 250 GTO             | Rang 4                          |
| GT bis 2500 cm³         | Leo Cella               | Franco Patria          |                 | Lancia Flaminia Zagato      | Rang 11                         |
| GT bis 2000 cm³         | Edgar Barth             | Herbert Linge          |                 | Porsche 356B 2000 GS        | Rang 3                          |
| GT bis 1600 cm³         | Gerhard Koch            | Sven von Schröter      |                 | Porsche 356B Carrera Abarth | Rang 12                         |
| GT bis 1300 cm³         | Giuseppe Virgilio       | Salvatore Calascibetta |                 | Alfa Romeo Giulietta SZ     | Rang 9                          |

### Renndaten
- Gemeldet: 73
- Gestartet: 55
- Gewertet: 28
- Rennklassen: 10
- Zuschauer: unbekannt
- Wetter am Renntag: heiß, heftiger Regen am Rennende
- Streckenlänge: 72,000 km
- Fahrzeit des Siegerteams: 6:55:45,100 Stunden
- Gesamtrunden des Siegerteams: 10
- Gesamtdistanz des Siegerteams: 720,000 km
- Siegerschnitt: 103,908 km/h
- Schnellste Trainingszeit: unbekannt
- Schnellste Rennrunde: Mike Parkes – Ferrari 250P (#172) – 40:04,100 = 107,816 km/h
- Rennserie: 4. Lauf zur Sportwagen-Weltmeisterschaft 1963